# Julius Bechgaard

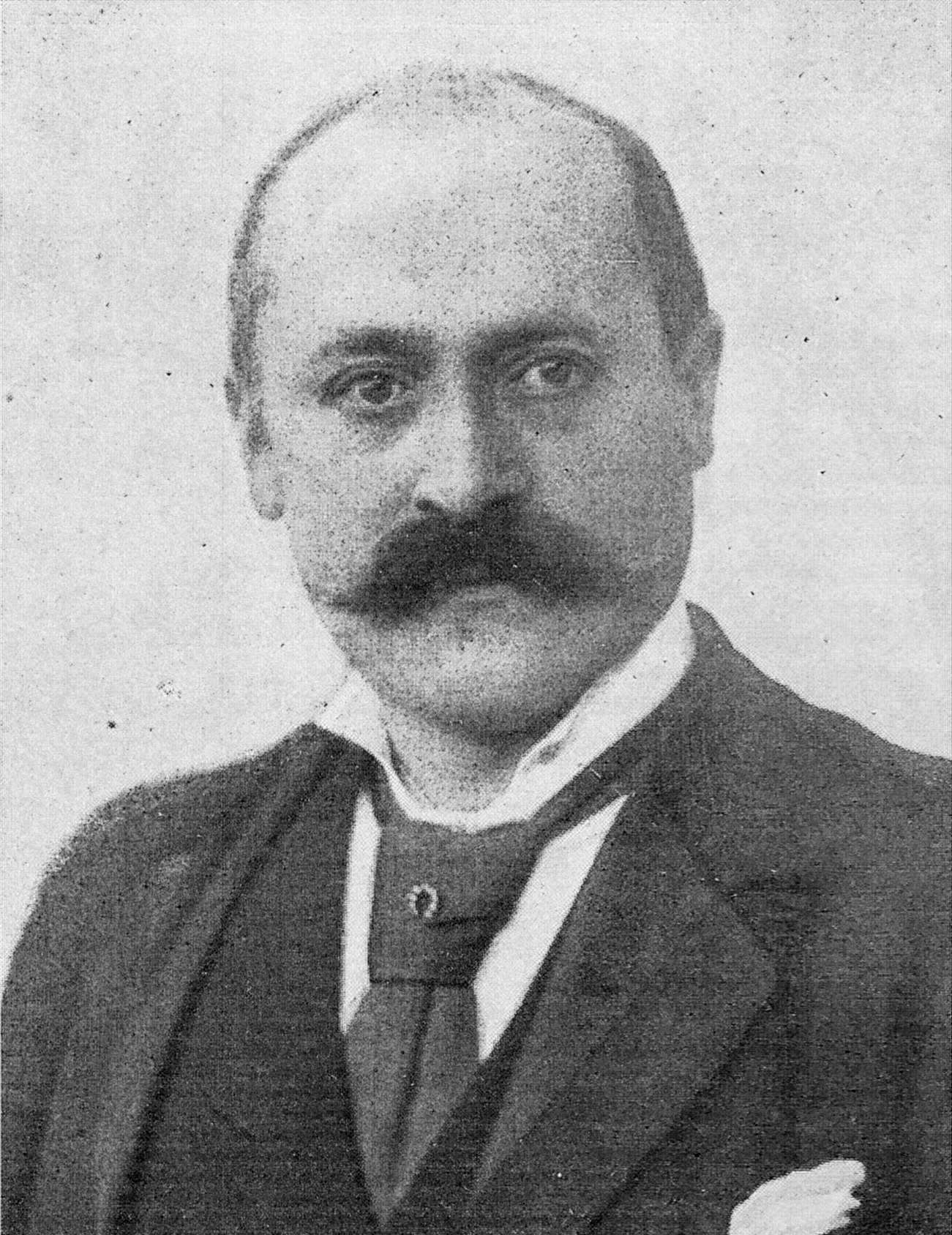
Julius Bechgaard

Julius Andreas Bechgaard, född 22 december 1843 och död 4 mars 1917, var en dansk tonsättare.
Bechgaard var lärjunge vid konservatoriet i Leipzig, senare som elev till Johan Christian Gebauer och Niels W. Gade, som kom att utöva stort inflytande på honom. Bechgaard debuterade 1866 med ett häfte smärre sånger och skrev så småningom ett stort antal sånger (Sømandsliv opus 9, Paa Valpladsen opus 12), dessutom pianostycken, en symfoni och några dramatiska arbeten (musiken till Strandby Folk samt operan Frode, 1893). Ett par andra operor uppfördes aldrig.
1868-70 var Bechgaard organist vid den katolska kyrkan i Köpenhamn, 1872-73 företog han studieresor i Tyskland och Italien för Anckerska legatet. Senare vistades han flera år i Paris. Som kompositör tillhör han den nationalromantiska riktningen.